# RAF Upwood

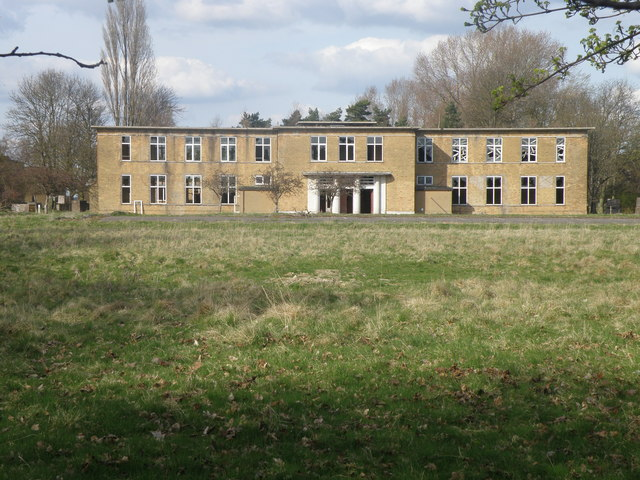
Ein ehemaliges Verwaltungsgebäude der Luftwaffenbasis im Jahr 2009

RAF Upwood ist die Bezeichnung für eine ehemalige Luftwaffenbasis der Royal Air Force.

## Geschichte
Die Luftwaffenbasis wurde während des Ersten Weltkriegs errichtet. Das britische Kriegsministerium beschlagnahmte im September 1917 die Hill Farm des Lords de Ramsey als Notlandeplatz, der zunächst nach einer in der Nähe liegenden Ortschaft als „Bury (Ramsay)“ bezeichnet wurde.
In den nachfolgenden Monaten wurden mehrere feste Baracken und fünf Hangars gebaut. Die Anlage wurde nun als Upwood Airfield bezeichnet und von der 6th Brigade, Midland Area des 47th Home Defence Wing der Air Force genutzt. Nach Kriegsende wurde das Gelände wieder einer landwirtschaftlichen Nutzung zugeführt. Die Gebäude blieben erhalten.
In den frühen 1930er Jahren hatte man aus Kostengründen nicht mehr viel in Anlagen für die Royal Air Force investiert, doch nachdem Winston Churchill im Jahr 1934 die Befürchtung ausgesprochen hatte, die Luftkraft Englands würde im Verteidigungsfall nicht ausreichen, hatte man mit dem Ausbau der Royal Air Force begonnen. Binnen zwei Jahren sollte deren Größe verdreifacht werden. In Upwood wurden vier (von fünf geplanten) neue Hangars errichtet. Statt dauerhafter Mannschaftsquartiere wurden zunächst behelfsweise Hütten am südwestlichen Rand der Anlage gebaut.
Ab Januar 1937 wurde das Gelände wieder als Flugplatz genutzt. Die Staffeln 52 und 63 der Royal Air Force wurden dort stationiert. Sie waren mit Flugzeugen der Typen Hawker Hind und Audax bestückt. In der Zeit der Staffel 63 galt RAF Upwood mit seiner luxuriösen Messe und seinen monatlichen Tanzveranstaltungen als ein ausgesprochen komfortables Quartier.
Ab dem 22. März 1937 beteiligte sich die Staffel 52 an der Suche nach der Herzogin von Bedford, die an diesem Tag in Woburn mit ihrem Flugzeug aufgestiegen und offenbar in einen Schneesturm geraten war. Die alte Dame wurde nie wieder gesehen; sie war über der Nordsee abgestürzt.

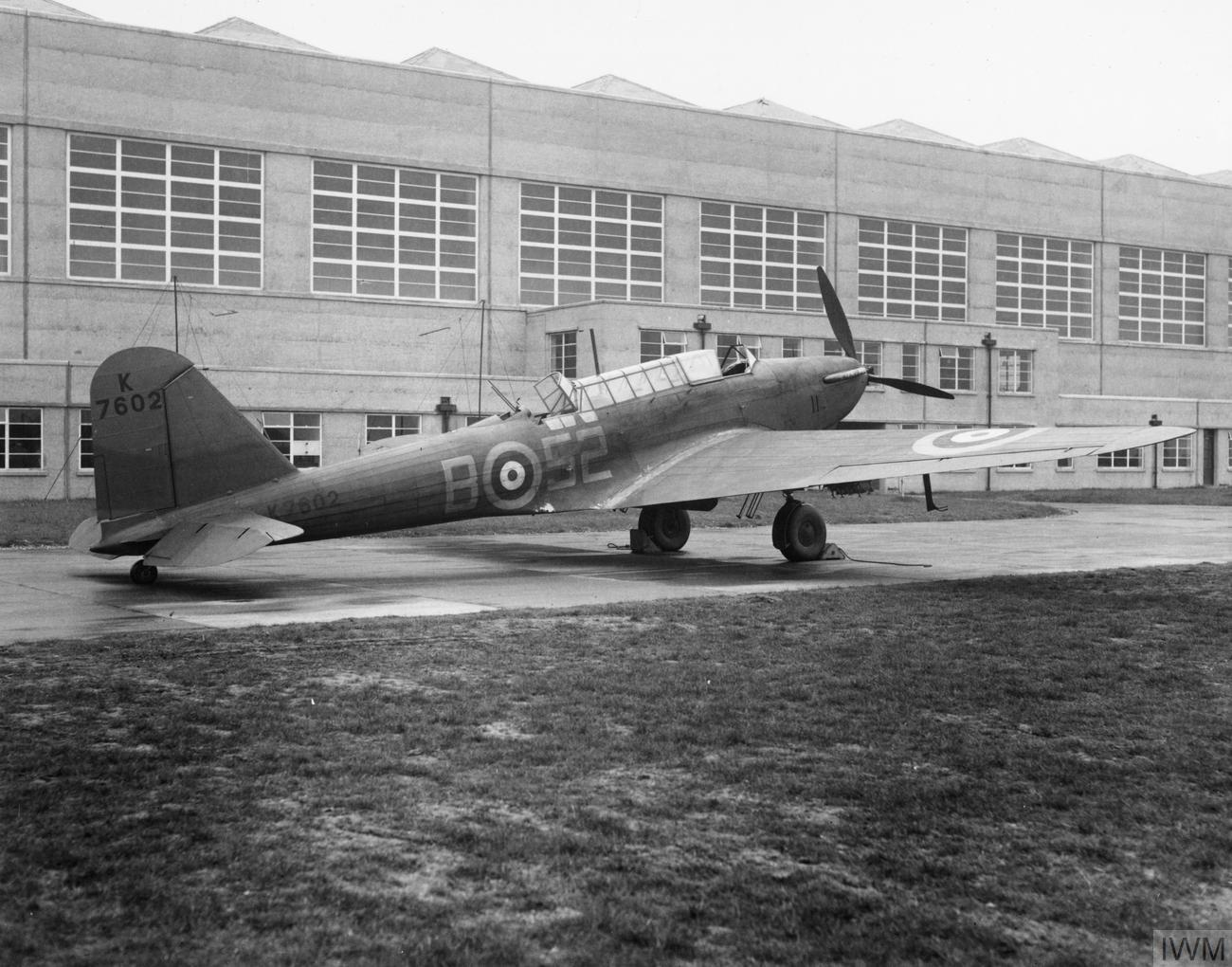
Eine Fairey Battle der Staffel 52 um 1937 in Upwood

Im Herbst desselben Jahres wurde, nachdem die ersten Fairey Battles geliefert worden waren, der Film Under the Shadow of the Wing in Upwood gedreht. Eines dieser Flugzeuge wäre einem der in Upwood Beschäftigten fast zum Verhängnis geworden. An einem kühlen Abend im Herbst 1938 wollte er ein startendes Flugzeug als „Taxi“ missbrauchen. Statt über die Anlage zu fahren und vor dem eigentlichen Start erst den Motor richtig warmlaufen zu lassen, beschloss der Pilot aber an diesem Tag, gleich abzuheben. Der Mann, der sich außen am Flugzeug angeklammert hatte, wurde erst nach dem Start bemerkt, woraufhin das Flugzeug wieder landete. Der blinde Passagier überlebte das Abenteuer.
Im Februar 1940 übernahmen die Staffeln 53 und 90 die Anlage. Diese Staffeln waren mit Bristol Blenheims ausgestattet. Ab September desselben Jahres operierte die BAT-Fluggruppe Nr. 11 dort. Die Abkürzung „BAT“ stand für „Beam Approach Training“. Die Piloten wurden vor allem auf Nacht- und Schlechtwetterflüge vorbereitet.
In der Nacht vom 31. Januar auf den 1. Februar 1941 landete der deutsche Spion Josef Jakobs mit einem Fallschirm auf einem Kartoffelacker in der Nähe der Luftwaffenbasis. Ob diese das Ziel seiner Aktionen gewesen wäre, wurde nicht geklärt. Jakobs konnte seine Spionagetätigkeit in England gar nicht erst aufnehmen, da er sich bei diesem Himmelfahrtskommando schon während des Anflugs der Heinkel He 111 verletzt und bei der Landung einen Knöchel gebrochen hatte.
Ab April 1943 wurde der Flugplatz von der No. 8 PFF (Pathfinders) Group genutzt. Zu diesem Zeitpunkt war die Anlage immer noch mit Graslandebahnen ausgestattet, die häufig unter Wasser standen. Daher legte man bis Oktober 1943 drei neue Start- und Landebahnen aus Beton an. Ab Januar 1944 konnte die Pfadfinderstaffel No. 139 („Jamaika“) diese Bahnen nutzen. Die Staffel 139 und die Staffel 156 waren ab diesem Zeitpunkt in RAF Upwood beheimatet. Sie waren mit Mosquitos bzw. mit Lancaster-Bombern ausgerüstet. 
Die Staffel 156 wurde nach dem Ende des Zweiten Weltkrieges nach Wyton verlegt; die Staffel 139 blieb bis Februar 1946 in Upwood. Die Anlage diente noch einige Zeit als Ausbildungszentrum, ehe sie an die United States Air Force (USAF) verpachtet wurde.
Im Sommer 1952 wurde der Film Appointment in London auf dem Gelände gedreht.
Die USAF ließ noch eine medizinische Einrichtung auf dem Gelände bestehen, nachdem dieses als Luftwaffenbasis ausgedient hatte und geschlossen wurde. Dieses Hospital wurde 2015 abgerissen, um Platz für Wohngebäude zu schaffen. Ein Teil der Hangars wurde danach von den Turbine Motor Works Ltd. genutzt, die Unterkünfte wurden verkauft. Eine Sanierung des Restes des Luftwaffenstützpunktes wurde angedacht.
Das nicht mehr genutzte Gelände galt aber als gefährlich, nachdem die Gebäude in Zerfall geraten waren. Im Jahr 2017 wurden mehrere Personen auf den Dächern der Ruinen gesichtet und etliche Polizeieinsätze fanden statt.
Im Jahr 2020 wurde mit dem Abriss eines großen Teils der nicht mehr genutzten Gebäude begonnen. Im September 2023 waren noch etwa 18 Gebäude vorhanden.